# Хуангши
Хуангши (黄石) град је Кини у покрајини Хубеј. Према процени из 2009. у граду је живело 710.698 становника.

## Становништво
Према процени, у граду је 2009. живело 710.698 становника.
| 1990.   | 2000.   | 2009    |
| ------- | ------- | ------- |
| 546.290 | 641.820 | 710.698 |